# North York Moors
North York Moors er en nationalpark, oprettet 1952, i det nordlige England. Den har et areal på 1.436 km², og har et af de største områder med moselandskab med lyngvækst i Storbritannien. 80% af området er i privat eje, og 40% er dyrket mark. På tre sider er det afgrænset af bratte klipper, mens det på østsiden når den bratte Yorkshirekyst.
Nationalparken er særlig populær blandt vandrere, med et netværk af omkring 2.300 km stier som er åbne for almen færdsel. Det meste af området er også åbent efter bestemmelserne i Countryside and Rights of Way Act 2000. Blandt de mest populære turstier er Cleveland Way som går rundt om højderne og har en strækning langs kysten, og Lyke Wake Walk, som går lige gennem hjertet af højderne .
Der er også muligheder for cykling, både tur- og terræn-, og ridning. De bratte klipper i udkanten af parken er populære for hanggliding.
Det er få større byer indenfor parken. Byen Whitby, med op mod 14.000 indbyggere, regnes som områdets «hovedstad». Den er forbundet med Middlesbrough via jernbane gennem Esk Valley. Denne linje er ved Grosmont forbundet med North Yorkshire Moors Railway, en af Storbritanniens mest populære og pittoreske jernbaner.
Højderne har ikke ændret sig meget siden parken blev åbnet, og bruges ofte som baggrundsmiljø for britiske film og tv-serier. Den mest kendte er ITVs serie Med hjertet på rette sted. I filmene om Harry Potter blev North Yorkshire Moors Railway brugt i flere scener.

## Eksterne kilder og henvisninger
- Wikimedia Commons har flere filer relateret til North York Moors
- Parkens websted
- NCA Profile: 25 North York Moors and Cleveland Hills (NE352) på naturalengland.org

54°23′00″N 0°45′00″V / 54.383333333333°N 0.75°V